# BBVA Banco Francés

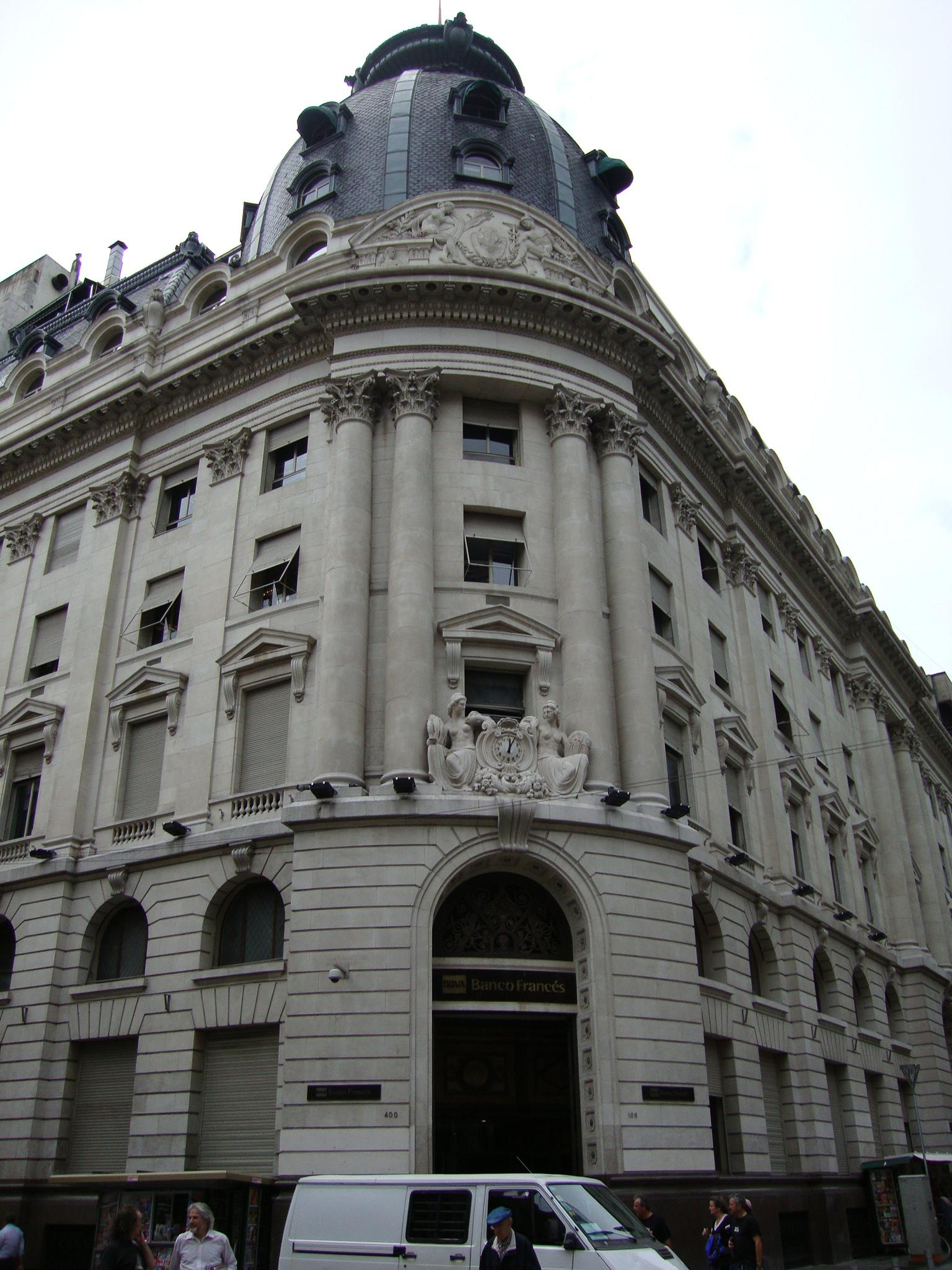
A casa matriz do BBVA Banco Francés, terminada en 1996

O BBVA Banco Francés (BCBA: FRAN, NYSE: BFR, Latibex: XBRF) é a entidade financeira privada da República Argentina mais antiga em funcionamento, e atualmente depende da empresa espanhola BBVA, como indicam as siglas. 

## Historia
Foi fundado como Banco Francés del Río de la Plata em 14 de outubro de 1886, num período histórico da Argentina no qual surgiram um grande número de entidades deste tipo, muitas das quais desapareceriam rapidamente pelo Pânico de 1890, momento de crise na economia argentina.
Em 1888 começaram a cotar na Bolsa de Comércio de Buenos Aires as ações do Banco Francés, as quais ainda estão no mercado. Em 1926 foi inaugurada a nova sede da entidade, na esquina das ruas Bartolomé Mitre e Reconquista, em plena city financeira de Buenos Aires.